# Kap Bambino
Kap Bambino é uma banda francesa de música eletrônica. A banda é conhecida pelo vocal agressivo de Caroline Martial e pelas composições eletrônicas únicas de Orion Bouvier. O grupo é também conhecido por suas energéticas performances ao vivo, e por suas participações nos festivais
ZXZW, Dot to Dot. Eles tiveram destaque em resvistas como NME, Another Magazine, Dummy Mag e Dazed & Confused. 

## Discografia

### Albuns de estúdio
- Love (2002) - (wwilko)
- Zero Life Night Vision (2006) - (wwilko)
- Zero Life Night Vision 12' (2008) (Alt < Del)
- Blacklist (2009) (Because Music)
- Devotion (2012) (Because Music)
- Fifth studio album (2015)[2] (Because Music)

### Singles e EPs
- NAZ4 (2002) - (wwilko)
- Neutral (2005) - (wwilko)
- New Breath / Hey! (2007) - (Alt < Del)
- Save / Krak Hunter (2008) - (Alt < Del)
- Red Sign / Acid Eyes (2009) - (Because Music)
- Dead Lazers (2009) - (Because Music)
- Batcaves (2009) - (Because Music)
- Obsess (2011) - (Because Music)
- Resistance Alpha / Rise (2011) - (Because Music)
- Under Tender / Degenerate (2012) - (Because Music)

## Referencias
1. ↑  dazeddigital.com - Dot to Dot Festival
2. ↑  https://www.facebook.com/kapbambino/posts/528579897258208